# Lionel Taminiaux
Lionel Taminiaux (Ottignies, 21 mei 1996) is een Belgisch wielrenner die anno 2024 rijdt voor Lotto-Dstny.

## Carrière
Taminiaux won de puntenkoers op de Belgische kampioenschappen baanwielrennen voor junioren in 2014. In 2017 liep hij stage WB-Veranclassic-Aqua Protect. Vanaf 2019 werd Taminiaux prof bij Wallonie Bruxelles. Zijn eerste overwinning bij de profs behaalde hij op 7 april 2019 door in de La Roue Tourangelle, in een sprint met twee Robin Carpenter te verslaan.
Vanaf 2021 reed Taminiaux voor het Alpecin-Fenix team van de gebroeders Roodhooft, hij tekende hier voor 3 seizoenen. Hij won voor het Alpecin-Fenix team in 2022 de 4de rit in de Vierdaagse van Duinkerke, de West-Vlaamse Sluitingsprijs Zwevezele en de 5de rit in de Ronde van Langkawi.
In 2023 won hij voor het Alpecin team de Schaal Sels voor zijn ploegmaat David van der Poel.
Vanaf 2024 zal Taminiaux uitkomen voor het Lotto-Dstny Team.
In 2024 behaalde Taminiaux voor het Lotto-Dstny Team zijn eerste overwinning in de World Tour. Hij won de eerste rit in de Ronde van Guangxi.

## Overwinningen

### Baanwielrennen
| Jaar     | BK                                                                    | EK       | WK       | Overige  |
| Junioren | Junioren                                                              | Junioren | Junioren | Junioren |
| -------- | --------------------------------------------------------------------- | -------- | -------- | -------- |
| 2013     | ploegenachtervolging · ploegensprint                                  |          |          |          |
| 2014     | puntenkoers · Scratch · 1 km · keirin · ploegenachtervolging · Omnium |          |          |          |
| Elite    |                                                                       |          |          |          |
| 2015     | 1 km · Omnium                                                         |          |          |          |
| 2016     | 1 km                                                                  |          |          |          |

### Weg
2016
3e etappe Ronde van Namen
 Waals kampioenschap op de weg
Keerbergen
GP Color Code
4e etappe Ronde van de Provincie Oost-Vlaanderen
2017
 Waals kampioenschap op de weg
GP Color Code
Lessen - GP des Carrières
2018
Grand Prix Criquielion
Ledegem Classic
Bever
2019
La Roue Tourangelle
Bergklassement Vierdaagse van Duinkerke
GP Paul Borremans
2021
GP John Hannes/GP Erpe Sportief
2022
4e etappe Vierdaagse van Duinkerke
West-Vlaamse Sluitingsprijs Zwevezele
5e etappe Ronde van Langkawi
2023
Schaal Sels
Kortemark Koerse
2024
1e etappe Ronde van Guangxi

## Resultaten in voornaamste wedstrijden
| Jaar | Ronde van Italië | Ronde van Frankrijk | Ronde van Spanje |
| ---- | ---------------- | ------------------- | ---------------- |
| 2017 |                  |                     |                  |
| 2018 |                  |                     |                  |
| 2019 |                  |                     |                  |
| 2020 |                  |                     |                  |
| 2021 |                  |                     |                  |
| 2022 |                  |                     | 127e             |
| 2023 |                  |                     |                  |
| 2024 |                  |                     |                  |

| Jaar | Gent-Wevelgem | Ronde van Vlaanderen | Parijs-Tours |
| ---- | ------------- | -------------------- | ------------ |
| 2017 |               |                      | 46e          |
| 2018 |               |                      |              |
| 2019 | opgave        |                      | 14e          |
| 2020 | opgave        | 92e                  |              |
| 2021 |               |                      |              |
| 2022 |               |                      |              |
| 2023 |               |                      |              |
| 2024 | 77e           | opgave               | 96e          |

## Resultaten in kleine rondes
| jaar | Ster van Bessèges | Ruta del Sol | Parijs-Nice | Ronde van Romandië | Critérium du Dauphiné | Renewi Tour | Ronde van Wallonië | Ronde van België | Vierdaagse van Duinkerke | Ronde van Oman | Ronde van Langkawi |
| ---- | ----------------- | ------------ | ----------- | ------------------ | --------------------- | ----------- | ------------------ | ---------------- | ------------------------ | -------------- | ------------------ |
| 2019 |                   |              |             |                    |                       | DNF         | 67                 | 45               | 67                       | 109            |                    |
| 2020 | 104               |              |             |                    |                       | DNF         | 68                 |                  |                          |                |                    |
| 2021 |                   |              |             |                    |                       |             |                    |                  |                          |                |                    |
| 2022 |                   |              |             |                    |                       |             |                    |                  | 58 (1)                   |                | 65 (1)             |
| 2023 | 79                | DNF          | 107         | 119                | 116                   |             |                    |                  |                          |                |                    |

## Ploegen
- 2015 –  Color Code-Aquality Protect
- 2016 –  Color Code-Arden 'Beef'
- 2017 –  AGO-Aqua Service
- 2017 –  WB-Aqua Protect (stagiair vanaf 1 augustus)
- 2018 –  AGO-Aqua Service
- 2019 –  Wallonie Bruxelles
- 2020 –  Bingoal-Wallonie Bruxelles
- 2021 –  Alpecin-Fenix
- 2022 –  Alpecin-Fenix
- 2023 –  Alpecin-Deceuninck
- 2024 –  Lotto-Dstny
- 2025 –  Lotto

Dehaes · Ista · Jules · Liepiņš · Lietaer · Molly · Mortier · Nõmmela · Paasschens · Peyskens · Planckaert · Robeet · Six · Spengler (t/m 10 oktober) · Taminiaux · T. Wirtgen · Castrique (stagiair) · Huys (stagiair) · Paquot (stagiair) · L. Wirtgen (stagiair)
Castrique · De Bie · Huys · Ista · Lietaer · Livyns · Molly · Mortier · Nõmmela · Paasschens · Peyskens · Planckaert · Robeet · Six · Suter · Taminiaux · Vallée · Vanendert · L. Wirtgen · T. Wirtgen
Anderson · Bayer · De Bondt · del Carmen Alvarado · De Tier · De Vreese · Dillier · Eibl · Jans · Janssens · Krieger · Leysen · Meisen · Merlier · Meurisse · Modolo · Philipsen · Pieterse · Planckaert · Richardson · Rickaert · Riesebeek · Sbaragli · Sweeck · Taminiaux · Thwaites · Tulett · Vakoč · D. van der Poel · M. van der Poel · Vergaerde · Vermeersch · Vervaeke · Vine · Walsleben
Anderson · Ballerstedt · Bax · Bayer · De Bondt · De Tier · Dillier · Gaze · Gogl · Janssens · Krieger · Leysen · Mareczko · Merlier · Meurisse · Oldani · Philipsen · Planckaert · Rickaert · Riesebeek · Sbaragli · Stannard · Taminiaux · Thwaites · Van Den Bossche · D. van der Poel · M. van der Poel · Van Keirsbulck · Vermeersch · Vermote · Vine
Ballerstedt · Bayer · Conci · De Bondt · Dillier · Gaze · Ghys · Gogl · Groves · Hermans · Janssens · Kragh Andersen · Krieger · Leysen · Mareczko · Meurisse · Oldani · Osborne · Philipsen · Planckaert · Plowright · Rickaert · Riesebeek · Sbaragli · Sinkeldam · Stannard · Taminiaux · Van Den Bossche · van der Poel  · Vermeersch
Adamietz · Berckmoes · Beullens · Campenaerts · Currie · De Buyst · De Gendt · De Lie · Drizners · Eenkhoorn · Gregaard · Grignard · Guarnieri · Kron · Livyns · Menten · Moniquet · Paasschens · Segaert · Taminiaux · Sepúlveda · Slock · Vandenabeele · Van de Paar · Van Eetvelt · Van Gils · Van Moer · Vanhoucke · Vermeersch